# Ксения Черногорская
Ксения Петрович-Негош, принцесса Черногорская (22 апреля 1881, Цетинье — 10 марта 1960, Париж) — черногорская принцесса, дочь короля Николы I,
сестра итальянской королевы Елены и великих княгинь Милицы и Анастасии.

## Ранняя жизнь
Принцесса Ксения родилась 22 апреля 1881 года в столице черногорского княжества городе Цетинье. Её отцом был черногорский князь (с 1910 король) Никола I из династии Петровичей-Негошей, матерью — Милена Петровна Вукотич, дочь местного воеводы. Ксения была 10 ребёнком в семье и 8 дочерью. Также у неё были младшая сестра Вера и брат Пётр.

Король Николай I вместе с семьёй, 1900 год.

Николай Негош занимал пост правителя почти шестьдесят лет и стал известным политическим деятелем Европы. Он был монархом в маленьком, удалённом княжестве. Центром княжества был город Цетинье. Известность и влияние черногорскому князю принесли браки его детей. Их у него и Милены родилось двенадцать. Для некоторых отец сыскал такие брачные партии, о которых некоторые могли лишь мечтать. Наследный принц Данило в 1899 году женился на принцессе Мекленбург-Стрелицкой Ютте, принявшей в православии имя Милены. Старшая дочь Зорка с 1883 года состояла в браке с сербским принцем Петром I Карагеоргиевичем, с 1903 года — королём Сербии. Дочь Елена в 1896 году вышла замуж за наследного принца Италии, который стал в 1900 году королём под именем Виктор-Эммануил III. Другие дочери, Милица и Анастасия, вышли замуж за внуков императора Николая I и стали членами императорского дома Романовых.
В отличие от своих сестёр, которые учились в Смольном институте, Ксения вместе с младшей сестрой Верой получала образование дома. Отец сестер желал, чтобы и младшие дочери вышли замуж за представителей Российского императорского дома, в частности за одного из сыновей великого князя Константина Константиновича или Александра Михайловича.

## Возможные кандидатуры на брак
В 1898 году Никола I пытался выдать Ксению замуж за сербского принца Александра. Однако, когда он приехал в Цетинье просить руки Ксении, то та, увидев его, испытала отвращение и ужас от его внешности и манер, что, несмотря на просьбы отца, отказалась выходить за него замуж. После этого инцидента дипломатические отношения между Черногорией и Сербией были испорчены.
На свадьбе своего брата наследного принца Черногории Данилы и герцогини Ютты Мекленбург-Стрелицкой принцесса познакомилась с принцем Николаем Греческим, который на свадьбе представлял своего отца короля Георга I. В 1899 году было объявлено об их помолвке. Но неожиданно по непонятным причинам она была расторгнута. Позже Николай женился на великой княжне Елена Владимировне.

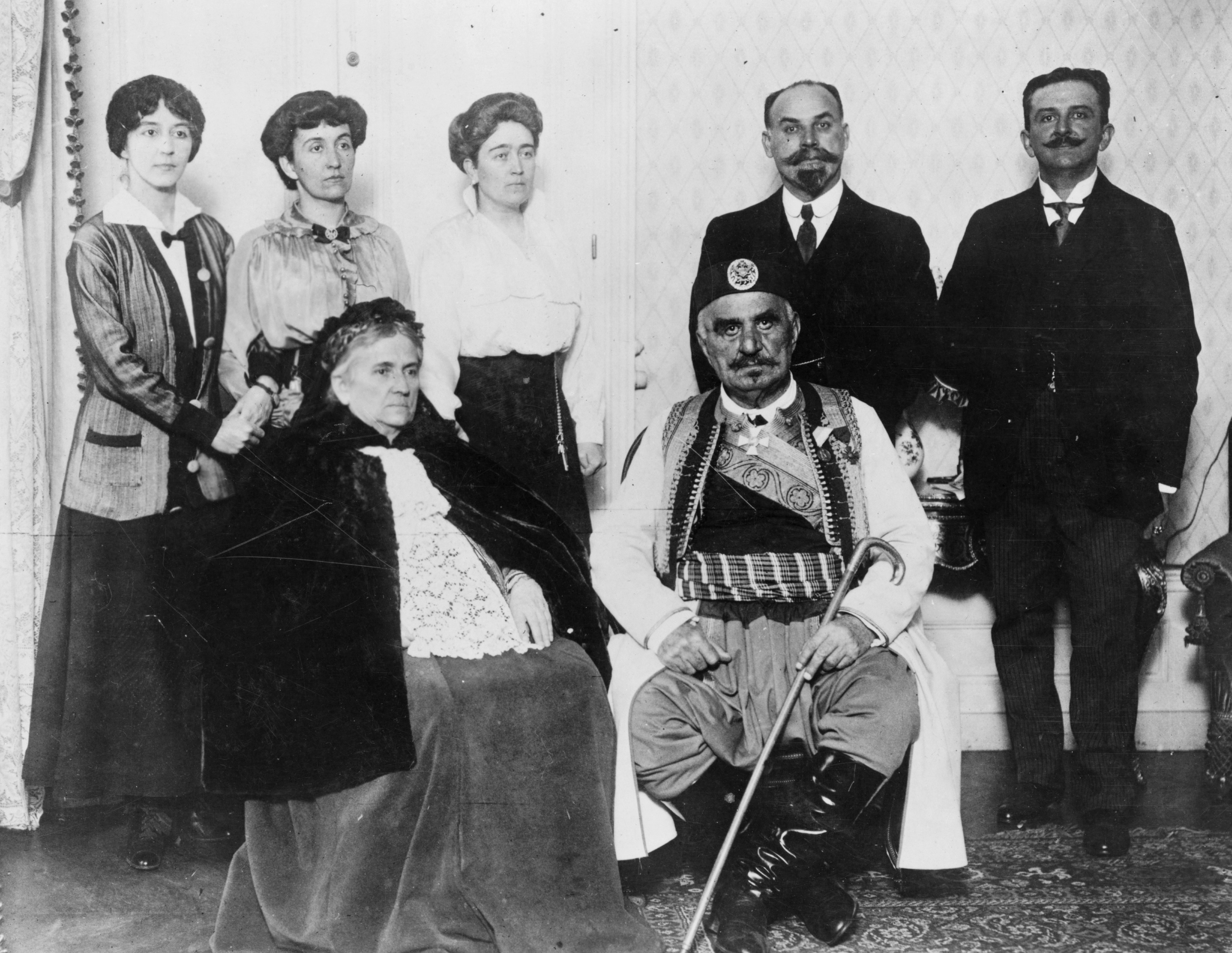
Принцесса Ксения вместе с семьей в Париже: сидят король Никола и королева Милена, стоят слева на право: принцесса Вера, принцесса Ксения, принцесса Ютта (жена наследного принца Данилы), М. Миочиковитч (председатель коалиции), принц Данило. Париж, 1916 год.

В 1902 году поползли слухи о возможном браке Ксении и Великого герцога Гессенского Эрнста Людвига, брата императрицы Александры Фёдоровны, который недавно развёлся со своей первой супругой принцессой Викторией Саксен-Кобургской. Это был лишь слух, который распустили по той причине, что Ксения навещала свою сестру Анну, которая находилась в Дармштадте, где проживал Эрнст. Далее последовал слух о браке Ксении и великого князя Кирилла Владимировича, который хотел жениться на Виктории Саксен-Кобургской, но получил отказ из-за близкого родства. Брак не состоялся, а Кирилл, выехав за границу, заключил тайный брак с Викторией, которой только через несколько лет признали в России.
Ещё одним слухом был брак принцессы с наследником Российской империи великим князем Михаилом Александровичем. В последующие годы многие будут утверждать, что принцесса была помолвлена с рядом иностранных принцев, таких как Виктор Эммануил, граф Туринский, принц Луиджи Амедео, герцог Абруцци, Фердинанд I, князь Болгарии, а также овдовевший муж её сестры короля Сербии Петр I.
Несмотря на многочисленные слухи, Ксения так и осталась незамужней.

## Дальнейшая жизнь
В 1910 году её отец был коронован как король Черногории. В 1917 году, согласно Декларации Корфу, было объявлено о слиянии Черногории с Сербией. 26 ноября 1918 года Черногория официально вошла в состав Королевства Сербов, Хорватов и Словенцев. (Вместе с тем, этот государственно-правовой акт был односторонним и означал свержение черногорской монархии.). Во время войны принцесса Ксения вместе с сестрой Верой активно помогала черногорским воинам, организовывала медицинские лагеря.
Никола вместе с семьёй был вынужден уехать во Францию, но продолжал претендовать на трон до своей смерти в Антибе три года спустя. Ксения осталась проживать в Париже, где и умерла в 1960 году.
После её смерти коллекция её личных фотографий будет выставлена в 2010 году на словенской выставке Galerija Fotografija. Содержание выставки:
Материально скромное наследие принцессы Ксении дает нам почти интимное понимание частной жизни черногорской княжны, которая была известна умом и талантом, но прежде всего как кристальный патриот своей родины. Её глубокая любовь к черногорской нации выражается через образы повседневной жизни, которые она сделала в мирное время, прежде чем бежала из страны.  Фотографии принцесса Ксении — образы, которые были под глубоким впечатлением её памяти, она лелеяла их с любовью на протяжении десятилетий изгнания, притягиваясь к ним в минуты отчаяния и ностальгии. Это была Черногория в глазах её принцессы. Это Черногория её молодости, её надежды, убеждения, её скрытые мысли и нереализованные планы
Оригиналы дневников Ксении можно увидеть в Музее морского наследия (Тиват, Черногория).